# Onésimo
Onésimo († ca. 90-95), también conocido como Onésimo de Bizancio y, en algunas iglesias ortodoxas, el Sagrado Apóstol Onésimo, era un sirviente de Filemón, personaje importante e influyente de Colosa de Frigia, convertido al cristianismo por San Pablo.
Onésimo, cuando huía de la justicia por haberle robado a su amo, se encontró con Pablo, quien se hallaba entonces prisionero en Roma. El apóstol lo convirtió al Cristianismo, lo bautizó y lo envió a la casa de Filemón con una carta de recomendación, que decía lo siguiente:

Te suplico en favor de mi hijo Onésimo, al que engendré en la prisión. Antes, él no te prestó ninguna utilidad, pero ahora te será muy útil, como lo es para mí. Te lo envío como si fuera yo mismo. Con gusto lo hubiera retenido a mi lado, para que me sirviera en tu nombre mientras estoy prisionero a causa del Evangelio. Pero no he querido realizar nada sin tu consentimiento, para que el beneficio que me haces no sea forzado, sino voluntario. Tal vez, él se apartó de ti por un instante, a fin de que lo recuperes para siempre, no ya como un esclavo, sino como algo mucho mejor, como un hermano querido. Si es tan querido para mí, cuánto más lo será para ti, que estás unido a él por lazos humanos y en el Señor.
San Pablo, Carta a Filemón.

Según parece, Filemón perdonó y concedió la libertad a Onésimo por haberse arrepentido, y lo mandó a reunirse de nuevo con San Pablo. Según cuenta Jerónimo de Estridón, Onésimo se volvió un predicador cristiano y luego Obispo de Éfeso por orden del Apóstol Pablo.

A toda vuestra comunidad recibí, en el nombre de Dios, en Onésimo, varón de calidad inenarrable y obispo vuestro según la carne. Votos le hago a Dios por que le améis según Jesucristo ¡Y ojalá que todos os asemejéis a él! Porque bendecido sea Aquél que os hizo gracia de que merecierais poseer obispo como ese...

Onésimo levanta al cielo, con sus alabanzas, vuestra disciplina en Dios.
 San Ignacio de Antioquía, en su Carta a los Efesios.

Posteriormente, Onésimo fue apresado y llevado a Roma, donde murió lapidado.
Venerado como Santo, su fiesta es el 15 de febrero.
| Predecesor: Estacio | Obispo de Bizancio 54 – 68 | Sucesor: Policarpo I |